# 蒙特利马尔
蒙特利马尔（法語：Montélimar，法語發音：[mɔ̃telimaʁ] ⓘ），法国东南部城市，奥弗涅-罗讷-阿尔卑斯大区德龙省的一个市镇，隶属于尼永斯区，其市镇面积为46.81平方公里，2022年1月1日时人口数量为40,356人，是该省人口第二多的市镇，在法国城市中排名第192位。
蒙特利马尔位于德龙省西南部，罗讷河左岸，隔河与阿尔代什省相望，是一个区域性的工商业中心。蒙特利马尔建成于高卢时期，中世纪时长期属于多菲内，其所在的罗讷河谷自高卢时期便成为连接西欧南北的交通要道，A7高速公路和巴黎－马赛铁路由此通过，亚马逊在蒙特利马尔设有大型分拣中心。蒙特利马尔也因牛轧糖而闻名，后者为法国非物质文化遗产。

## 地名来源

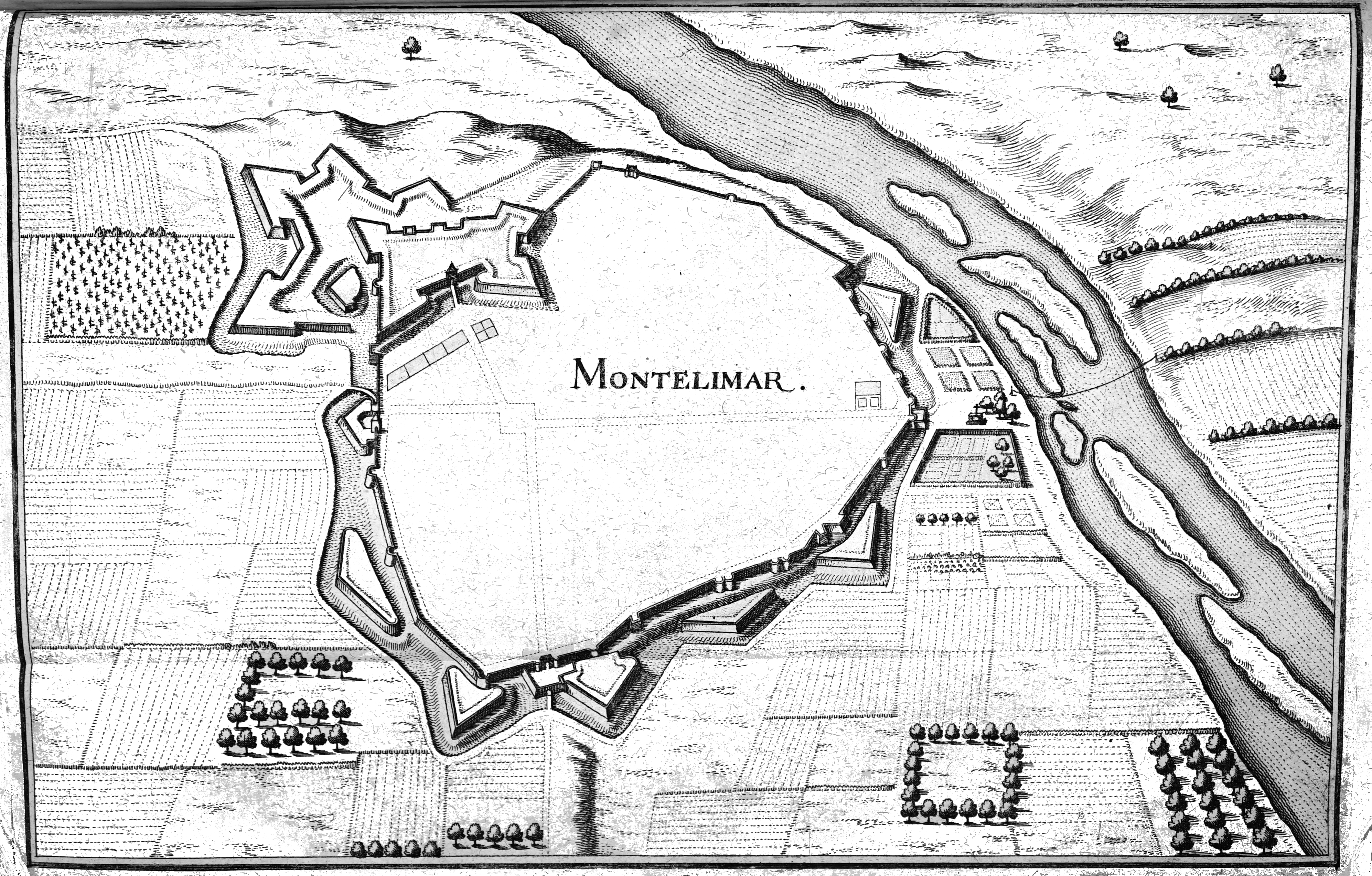
1661年的蒙特利马尔

“蒙特利马尔”一名来源于阿代马尔家族，即为的转写，后者意为“阿代马尔山”。

## 历史
古典时期，蒙特利马尔所处区域为塞戈韦洛纳人的活动范围，其中心成为位于鲁比永河右岸的一处高地上，被称为热里（Géry），为现代蒙特利马尔城市的前身。罗马人入侵后，一条大道途径此地，并沿罗讷河左岸向北延伸进入高卢腹地。中世纪时，蒙特利马尔几经易手，11世纪后成为蒙泰伊的一个领地（Monteil），属于多菲内，曾一度成为普罗旺斯亲王国。13世纪时，蒙特利马尔曾被阿尔比十字军占领，乌尔巴诺五世于1365年到访此地。宗教战争时期，新教徒占领了蒙特利马尔，但随着反宗教改革的推进，天主教徒在17世纪逐渐恢复了对当地统治。18世纪后，蒙特利马尔成为德龙省的一个副省会，后于1926年被撤销。1944年8月，联军由罗讷河向北，在蒙特利马尔与纳粹德军展开战役，是龙骑兵行动的组成部分。二战后，随着A7高速公路的建成，蒙特利马尔成为法国南北交通干线上的重要一站，并发展成为一个区域性的工业中心。

## 地理

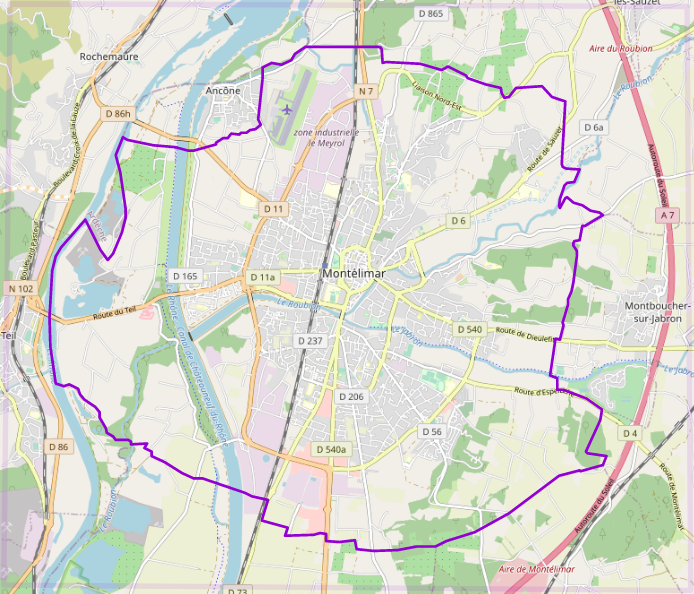
蒙特利马尔市镇范围

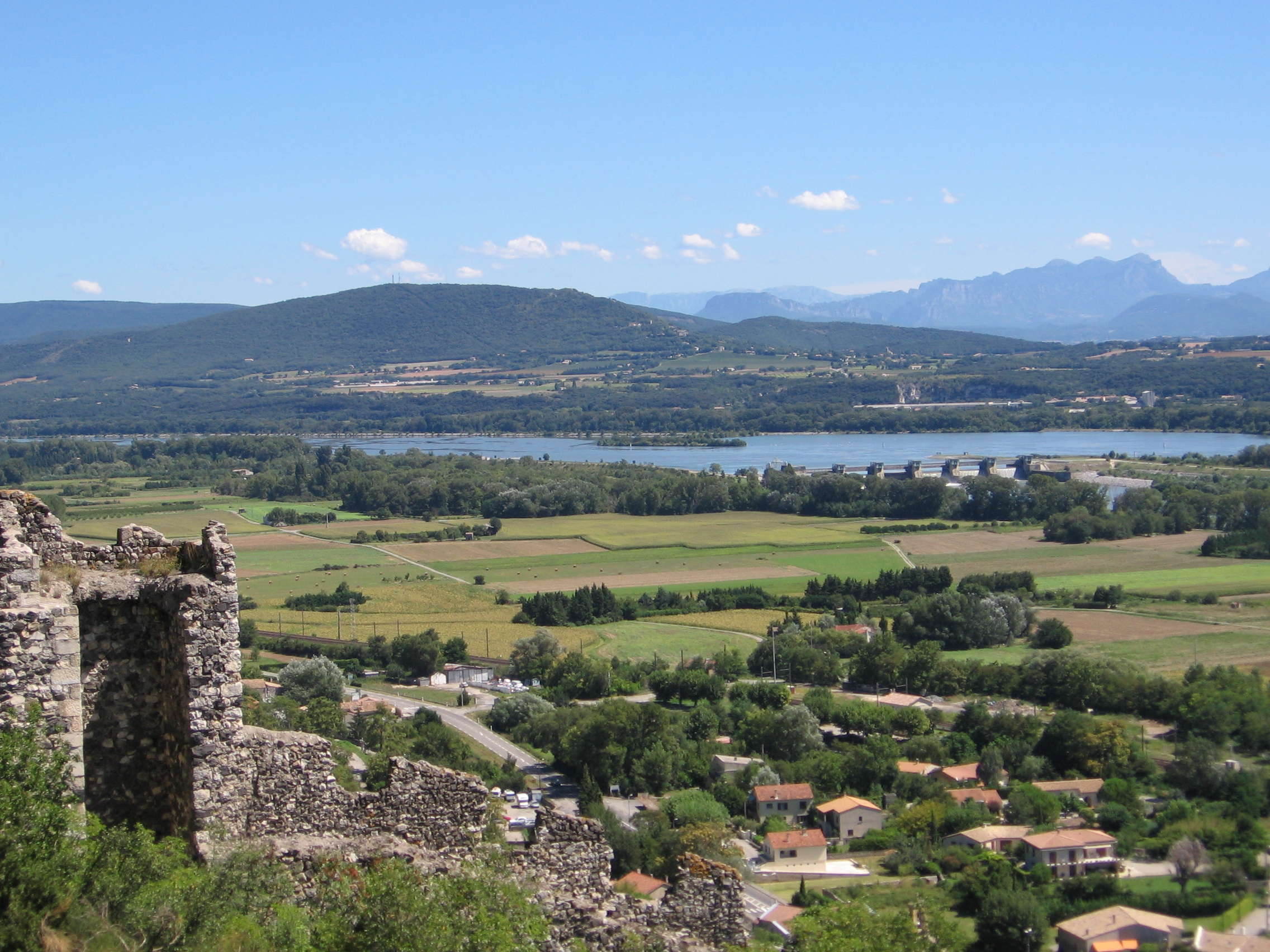
蒙特利马尔附近的罗讷河谷

蒙特利马尔位于法国东南部，奥弗涅-罗讷-阿尔卑斯大区南部和德龙省西南部，距离省会瓦朗斯大约49公里。与蒙特利马尔接壤的市镇包括：罗什莫尔、勒泰伊、阿朗、昂科讷、罗讷新堡、埃斯珀吕什、雅布龙河畔蒙布谢、索泽、萨瓦斯。

### 地形
蒙特利马尔位于罗讷河谷中，境内以丘陵和浅丘为主，市区地势相对平坦，海拔在56到213米之间。

### 水文
罗讷河干流流经蒙特利马尔市区西侧，沿岸建有堤坝。其支流鲁比永河和雅布龙河自东向西流经市区。

### 植被
蒙特利马尔属于温带落叶林区南界，主要绿地分布于蒙特利马尔公共花园（Jardin Public de Montélimar）和市区东部的坡地上等，均常年免费向公众开放。
在鲜花城市的评比中，蒙特利马尔被评为3星级鲜花城市。

### 气候
蒙特利马尔在柯本气候分类法中属于带有温带特征的地中海气候，日照充足，因地形原因，当地秋冬季节常出现密史特拉风（Mistral），气温骤降。
蒙特利马尔市区北部设有气象站，以下为该气象站的数据：
| 蒙特利马尔1981年－2019年 | 蒙特利马尔1981年－2019年 | 蒙特利马尔1981年－2019年 | 蒙特利马尔1981年－2019年 | 蒙特利马尔1981年－2019年 | 蒙特利马尔1981年－2019年 | 蒙特利马尔1981年－2019年 | 蒙特利马尔1981年－2019年 | 蒙特利马尔1981年－2019年 | 蒙特利马尔1981年－2019年 | 蒙特利马尔1981年－2019年 | 蒙特利马尔1981年－2019年 | 蒙特利马尔1981年－2019年 | 蒙特利马尔1981年－2019年 |
| 月份                     | 1月                      | 2月                      | 3月                      | 4月                      | 5月                      | 6月                      | 7月                      | 8月                      | 9月                      | 10月                     | 11月                     | 12月                     | 全年                     |
| ------------------------ | ------------------------ | ------------------------ | ------------------------ | ------------------------ | ------------------------ | ------------------------ | ------------------------ | ------------------------ | ------------------------ | ------------------------ | ------------------------ | ------------------------ | ------------------------ |
| 历史最高温 °C（°F）      | 19.3 (66.7)              | 22.4 (72.3)              | 26.4 (79.5)              | 30.6 (87.1)              | 33.8 (92.8)              | 40.3 (104.5)             | 40 (104)                 | 41.1 (106.0)             | 36.2 (97.2)              | 30.4 (86.7)              | 26.4 (79.5)              | 19.9 (67.8)              | 41.1 (106.0)             |
| 平均高温 °C（°F）        | 8.2 (46.8)               | 10.2 (50.4)              | 14.5 (58.1)              | 17.5 (63.5)              | 22.1 (71.8)              | 26.2 (79.2)              | 29.6 (85.3)              | 29.1 (84.4)              | 24.2 (75.6)              | 18.7 (65.7)              | 12.4 (54.3)              | 8.6 (47.5)               | 18.4 (65.1)              |
| 日均气温 °C（°F）        | 5 (41)                   | 6.3 (43.3)               | 9.7 (49.5)               | 12.4 (54.3)              | 16.6 (61.9)              | 20.4 (68.7)              | 23.5 (74.3)              | 23 (73)                  | 18.9 (66.0)              | 14.6 (58.3)              | 9.1 (48.4)               | 5.8 (42.4)               | 13.8 (56.8)              |
| 平均低温 °C（°F）        | 1.9 (35.4)               | 2.5 (36.5)               | 4.9 (40.8)               | 7.3 (45.1)               | 11.1 (52.0)              | 14.7 (58.5)              | 17.3 (63.1)              | 17 (63)                  | 13.7 (56.7)              | 10.4 (50.7)              | 5.8 (42.4)               | 3 (37)                   | 9.1 (48.4)               |
| 历史最低温 °C（°F）      | −14.4 (6.1)              | −17 (1)                  | −7.4 (18.7)              | −3.1 (26.4)              | −1.8 (28.8)              | 3.5 (38.3)               | 7.5 (45.5)               | 5.6 (42.1)               | 0.5 (32.9)               | −1.6 (29.1)              | −10 (14)                 | −17.2 (1.0)              | −17.2 (1.0)              |
| 平均降水量 mm（）        | 64 (2.5)                 | 45.2 (1.78)              | 47.1 (1.85)              | 81.3 (3.20)              | 83.1 (3.27)              | 55.2 (2.17)              | 48.7 (1.92)              | 57.7 (2.27)              | 116.2 (4.57)             | 135.8 (5.35)             | 100.5 (3.96)             | 70.5 (2.78)              | 905.3 (35.64)            |
| 月均日照時數             | 104.9                    | 134.5                    | 200                      | 214.6                    | 255.3                    | 295.5                    | 327.3                    | 293.6                    | 224.5                    | 152.3                    | 110.3                    | 92.1                     | 2,404.9                  |
| 来源：infoclimat.fr      |                          |                          |                          |                          |                          |                          |                          |                          |                          |                          |                          |                          |                          |

## 行政区划
蒙特利马尔是法国奥弗涅-罗讷-阿尔卑斯大区德龙省的一个市镇，编号为26198。蒙特利马尔隶属于尼永斯区，管理蒙特利马尔第一县、第二县和第三县，同时也是蒙特利马尔城市圈公共社区的办公驻地。
蒙特利马尔有多个街区，其中3个城市优先街区（ZUP）实行街区自治制度。
法国国家统计与经济研究所（简称）在进行数据统计时，将蒙特利马尔及相邻的另外4个市镇设为蒙特利马尔城市核心区，并将包括核心区在内的周边共7个市镇划为蒙特利马尔城市区。自2020年起，蒙特利马尔城市区被包含45个市镇的蒙特利马尔城市辐射区代替。此外，还将蒙特利马尔市镇分为了14个“块区”（IRIS），以便于统计人口分布情况。

## 交通

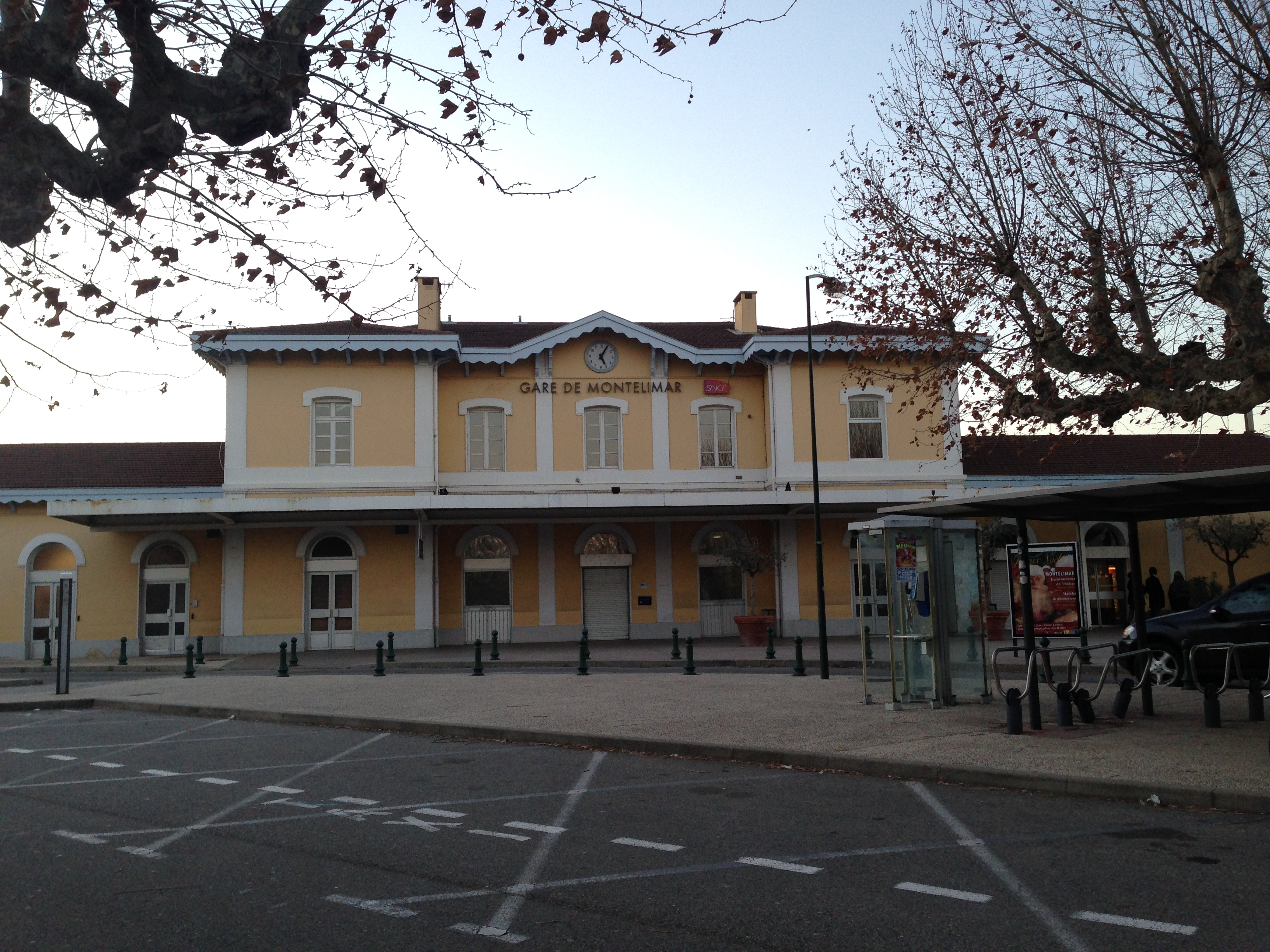
蒙特利马尔火车站

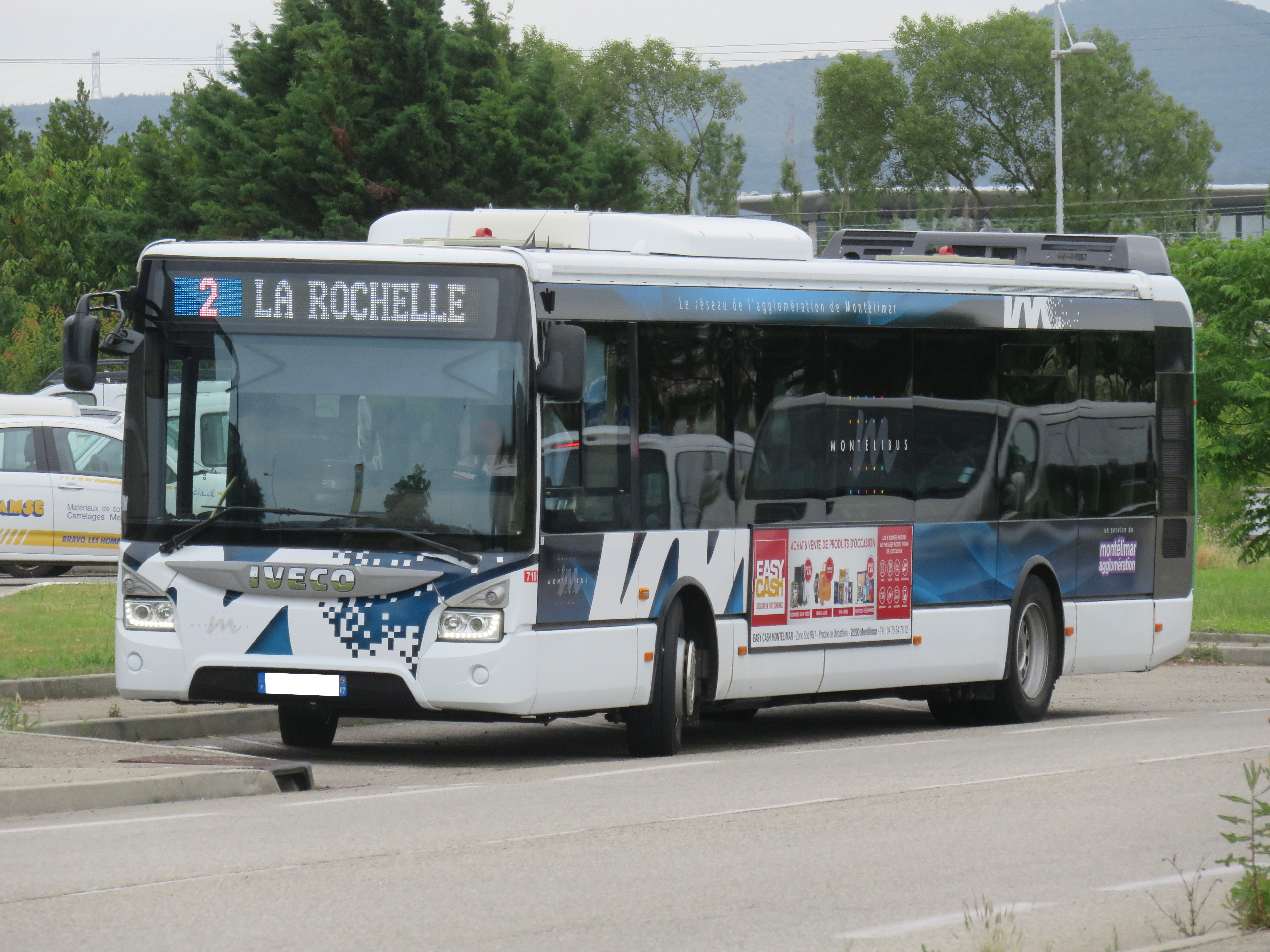
蒙特利马尔公交

### 公路
法国A7高速公路呈南北走向经过蒙特利马尔东部，通过南北两个出入口与市区连接；此外法国国道N7线、N102线和多条德龙省省道在蒙特利马尔境内交汇。
奥弗涅-罗讷-阿尔卑斯城际客运开行由蒙特利马尔前往尼永斯、欧布纳、莱旺、瓦隆蓬达尔克和瓦朗斯TGV站等地的巴士线路。
2017年，72.8%的蒙特利马尔家庭拥有至少一辆的私人汽车。2019年，蒙特利马尔境内共发生各类交通事故36起，造成42人受伤。

### 铁路
蒙特利马尔位于巴黎－马赛铁路上，是该铁路上的一个b级车站。蒙特利马尔站位于市区中部，老城区西侧，该站每天开行两至三班直达巴黎的高速列车，同时停靠往返于里昂和马赛一线的区域列车。

### 航空
蒙特利马尔-昂科讷飞行场位于市区北部，是一个开放式的停机坪，较少使用。
距离蒙特利马尔最近的民用航空站为尼姆机场，距离蒙特利马尔市中心的公路里程约118公里。

### 城市公共交通
蒙特利马尔城市公共交通（商业名称为）是当地的城市公交系统，截至2020年9月，该系统共包括3条主干线路、4条普通线路、4条补充线路、5条定制线路及十余条郊区线路（多为校车），线网覆盖了市区内的重要街道和居民区及周边市镇。

## 政治

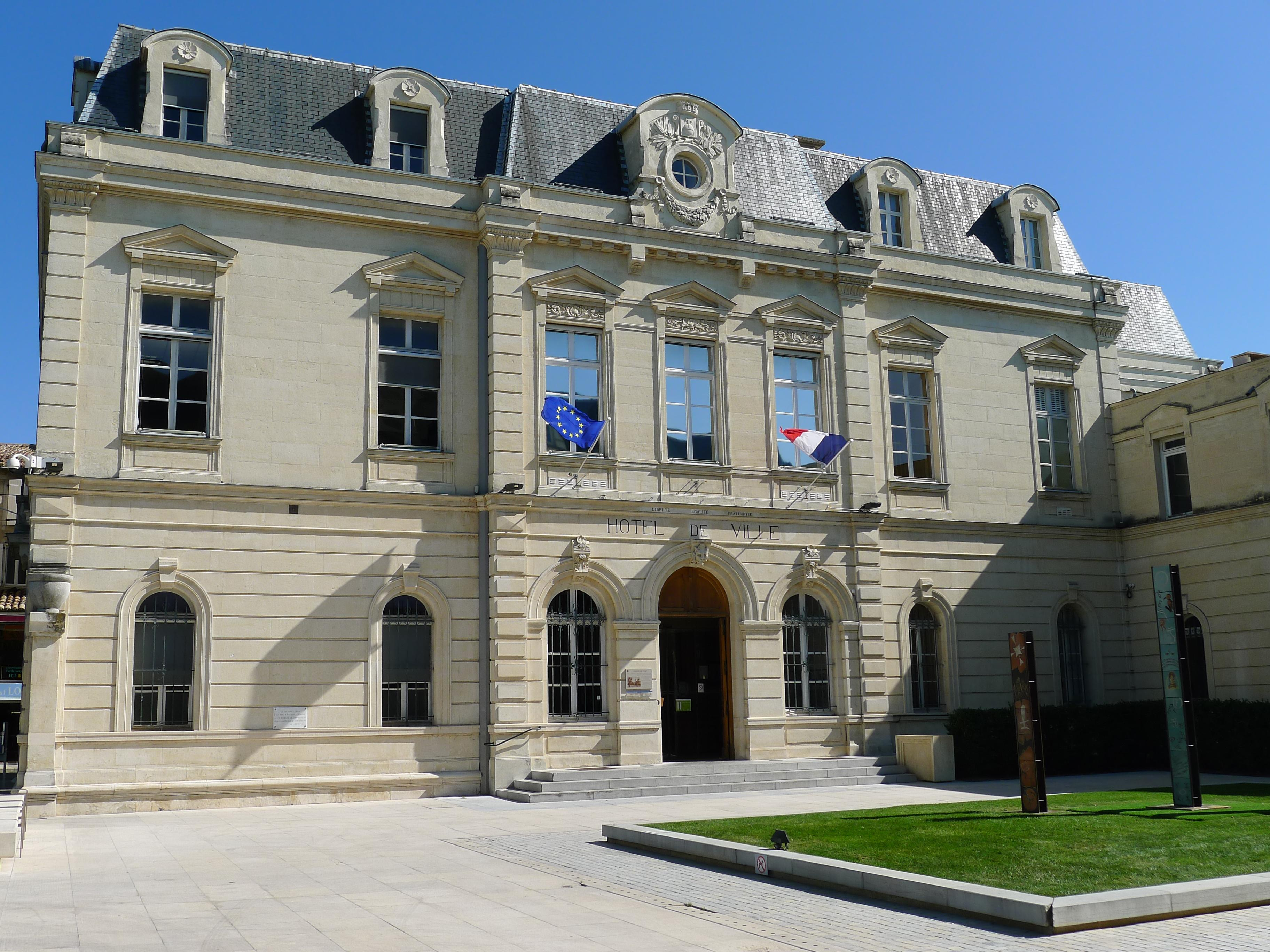
蒙特利马尔市政厅

蒙特利马尔的现任市长为朱利安·科尔尼耶先生（Julien Cornillet），他是共和党的一名成员，在2020年的市政选举中获得了46.78%的支持率。
在2017年的法国总统大选中，法国第25任总统埃马纽埃尔·马克龙在蒙特利马尔获得了63.98%的支持率。
| 蒙特利马尔历届市长 |                   |                                      |
| 任期               | 市长              | 党派                                 |
| 1944年－1945年     | 马里于斯·斯佩齐尼 | SFIO工人国际法国支部                 |
| 1945年－1947年     | 雷蒙·克罗齐耶     | 不详                                 |
| 1947年－1958年     | 马里于斯·斯佩齐尼 | SFIO工人国际法国支部                 |
| 1958年－1959年     | 路易·尚塞尔       | RAD激进党                            |
| 1958年－1959年     | 罗贝尔·拉巴泰尔   | 不详                                 |
| 1959年－1989年     | 莫里斯·皮克       | SFIO工人国际法国支部 →PS社会党       |
| 1989年－1999年     | 蒂埃里·科尔尼耶   | UDF法国民主联盟 →RAD激进党           |
| 1999年－2001年     | 安德烈·奥尔       | RPR保衛共和聯盟                      |
| 2001年－2020年     | 弗兰克·雷尼耶     | RAD激进党 →UDI民主人士和独立人士联盟 |
| 2020年－           | 朱利安·科尔尼耶   | LR共和黨                             |

## 人口
2018年，蒙特利马尔市镇人口数量为39,415，在法国排名第192位。其中男性18,444人，女性20,653人，75岁及以上人口占9.3%，外籍人口数量为8,310人，人口密度为842人/平方公里，当地居民被称为（男性）或（女性）。2019年，蒙特利马尔境内出生445人，死亡人口389人。
| 年份   | 1936   | 1946   | 1954   | 1962   | 1968   | 1975   | 1982   | 1990   | 1999   | 2006   | 2011   | 2016   | 2018   |
| ------ | ------ | ------ | ------ | ------ | ------ | ------ | ------ | ------ | ------ | ------ | ------ | ------ | ------ |
| 人口數 | 15,187 | 15,972 | 16,639 | 19,999 | 26,748 | 28,058 | 29,161 | 29,982 | 31,344 | 33,924 | 35,372 | 38,692 | 39,415 |

## 经济

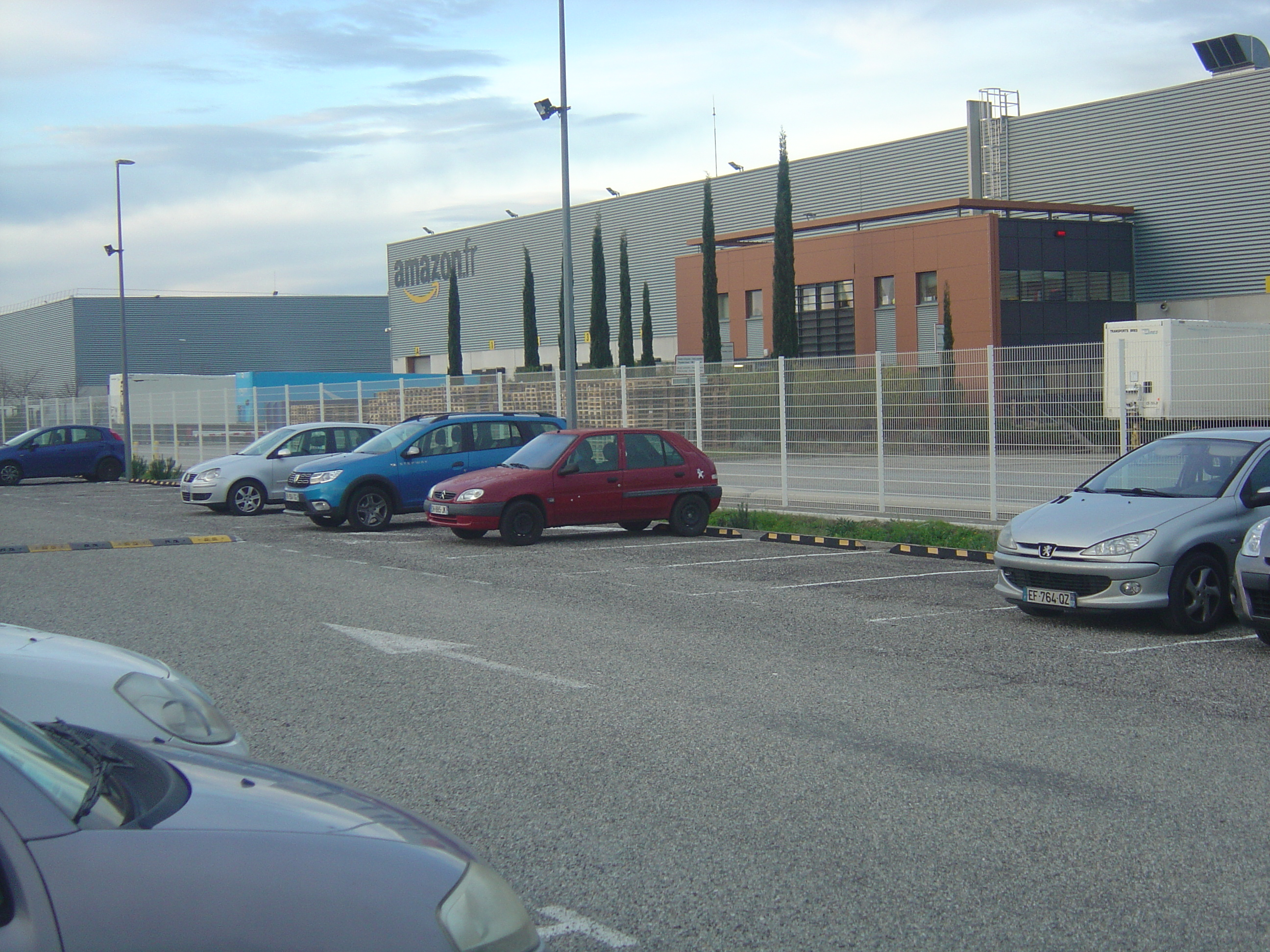
亚马逊蒙特利马尔仓库

蒙特利马尔是一个区域性的中心城市，当地共有各类用人单位6,981家，其中96.54%为中小型企业，平均历史为15年，物流、医疗及社会服务是当地的主要就业岗位类型。（物流）、（公路物流）及（零售）是当地2019年营业额最高的三个企业，分别为123,233,268欧元、68,178,931欧元和62,633,934欧元。除此之外，跨国物流企业亚马逊也在蒙特利马尔设有仓储中心，负责法国东南部的物资分配，为当地带来了大量的就业岗位。

## 财政收入
2019年，蒙特利马尔的财政收入总额为36,762,700欧元，财政支出总额为32,470,500欧元，当年的债务总额为37,620,800欧元。 2020年，蒙特利马尔共获得4,542,676欧元的国家财政补助，比上一年持平。
2017年，蒙特利马尔的人均月收入总额为2,051欧元，其中高级职员为3,572欧元，低于法国平均水平（4,214欧元）；中级职员为2,267欧元，低于法国平均水平（2,353欧元）；普通职员为1,601欧元，亦低于法国平均水平（1,690欧元）。
2017年，蒙特利马尔境内的青壮年（15至64岁）失业率为18.2%，当地47.8%的家庭拥有纳税资格，平均纳税3,211欧元，低于法国平均水平（3,888欧元）。

## 社会事务

普拉孔塔勒街区

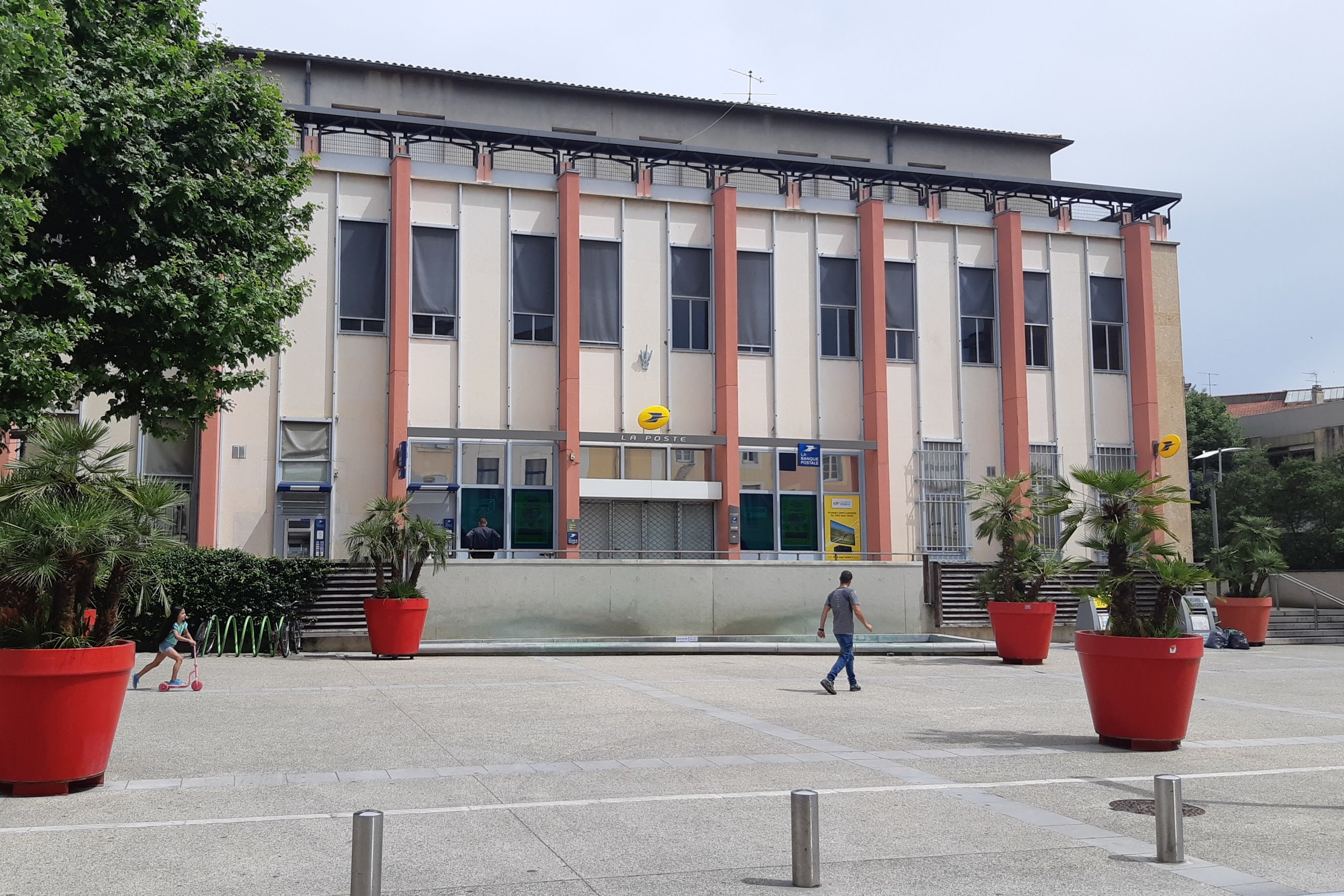
蒙特利马尔邮政局

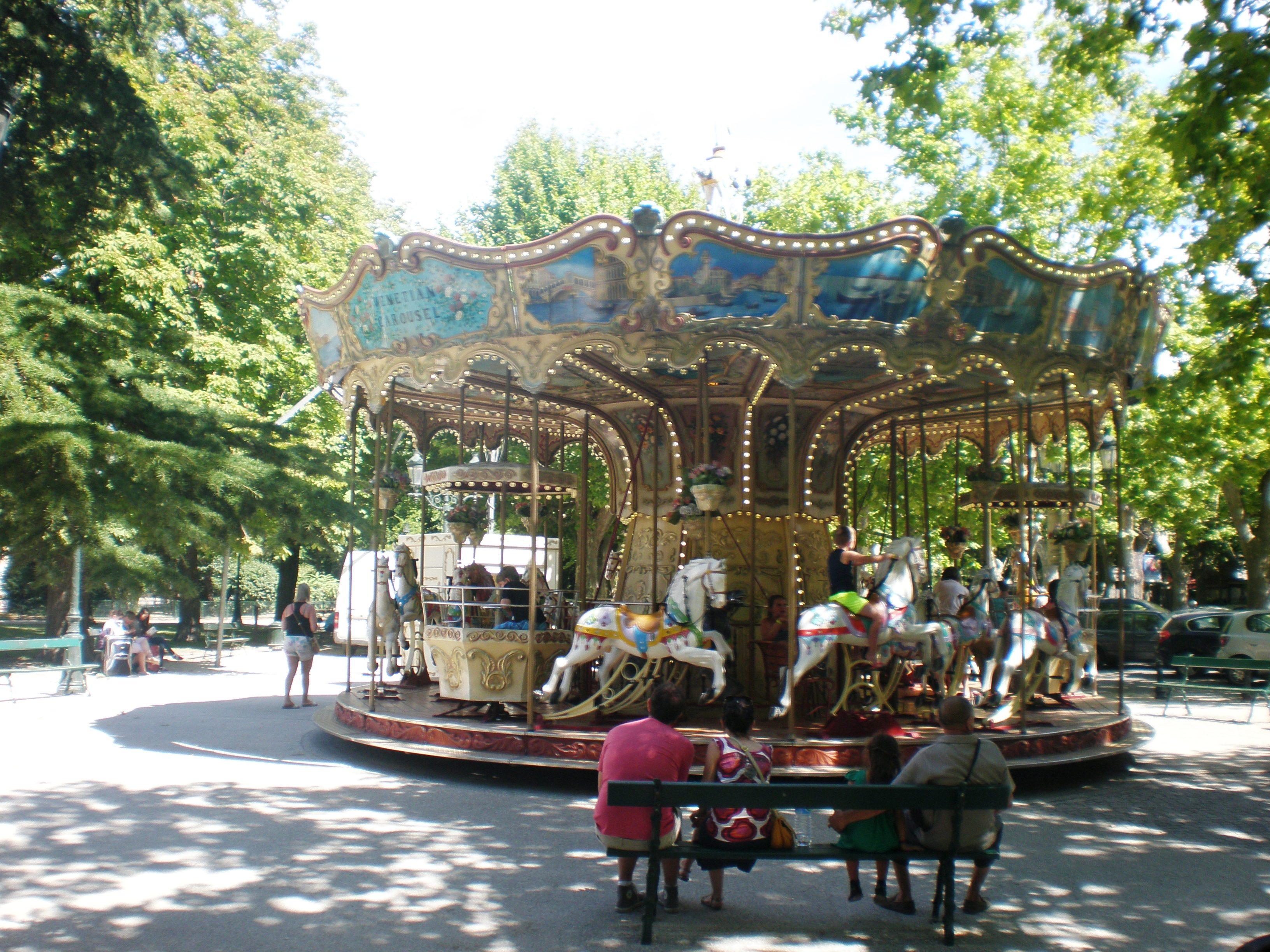
蒙特利马尔街头的旋转木马

### 教育
蒙特利马尔属于格勒诺布尔学区。截止2019年1月1日，蒙特利马尔境内共有7所幼儿园、14所小学、5所初级中学、3所普通高中、1所农业高中和1所职业高中。2018至2019学年度，蒙特利马尔境内共有在校中小学生5,015名。
在高等教育方面，蒙特利马尔有一所非学历制的公共学习联盟（Université populaire）。

### 医疗
截止2019年1月1日，蒙特利马尔境内共有全科医生45名、保健师60名、牙医33名、护士93名、耳科医生3名、眼科医生4名、皮肤科医生6名、助产士5名、儿科医生4名和妇科医生4名。境内共有药房14家、养老院6家、残疾人帮扶中心6家。
蒙特利马尔普罗旺斯之门医疗集团（Groupement Hospitalier Portes de Provence de Montélimar）是法国的一个区域性医疗机构，其主病区“蒙特利马尔普罗旺斯之门医院”位于蒙特利马尔市区，设有床位409个，是当地规模最大的公立综合性医院。

### 住房
2017年，蒙特利马尔境内共有各类住房20,795套，其中44.2%为独立式居民区，主要分布于市区北部；55.2%为集中式居民区，主要分布在市区西部的普拉孔塔勒街区（Pracomtal）和市区南部的诺卡兹街区（Nocaze）。常住房屋占蒙特利马尔市镇范围内居民建筑总量的88.6%。
在住房保障政策方面，2017年，蒙特利马尔境内共有5,071户家庭获得了住房经济补助，受益人数占总人口数量的13.%，其中4,779份为房租补助。

### 商业
2019年，蒙特利马尔境内共有各类实体商铺1,475家，其中餐厅227家、大型超市19家、杂货店20家、面包房38家、肉铺18家、书店18家、装饰品店12家、银行门店27家、美容美发店75家、汽车维修店82家。市区南部建有大型开放式商业街区，家乐福、迪卡侬、ALDI等在此设有连锁商店。

### 体育
2019年，蒙特利马尔境内共有1家游泳池、9间健身房、5座综合体育场、12处网球场、13处足球或橄榄球场以及2处篮球或排球场。
蒙特利马尔体育联盟是当地的一支足球队，成立于1924年，2020至2021赛季参加奥弗涅-罗讷-阿尔卑斯大区足球联赛。

### 环境
蒙特利马尔的环境事务由其所属的公共社区负责。2018年，蒙特利马尔境内共有2家污染企业。

### 治安
2019年，蒙特利马尔市镇范围内共有1处派出所和1处宪兵队。
2014年，蒙特利马尔及附近地区共发生各类案件3,317起，其中盗窃类案件2,116起，经济类案件548起，毒品交易类案件85起。

## 文化
2019年，蒙特利马尔境内共有1家剧场、3家电影院、1家博物馆和1家音乐厅。蒙特利马尔市政府提供多媒体中心，向公众全年开放。

### 建筑
蒙特利马尔境内有十余处法国国家文物保护单位，其中阿代马尔城堡、蒙特利马尔圣十字教堂等为当地的代表性建筑物。

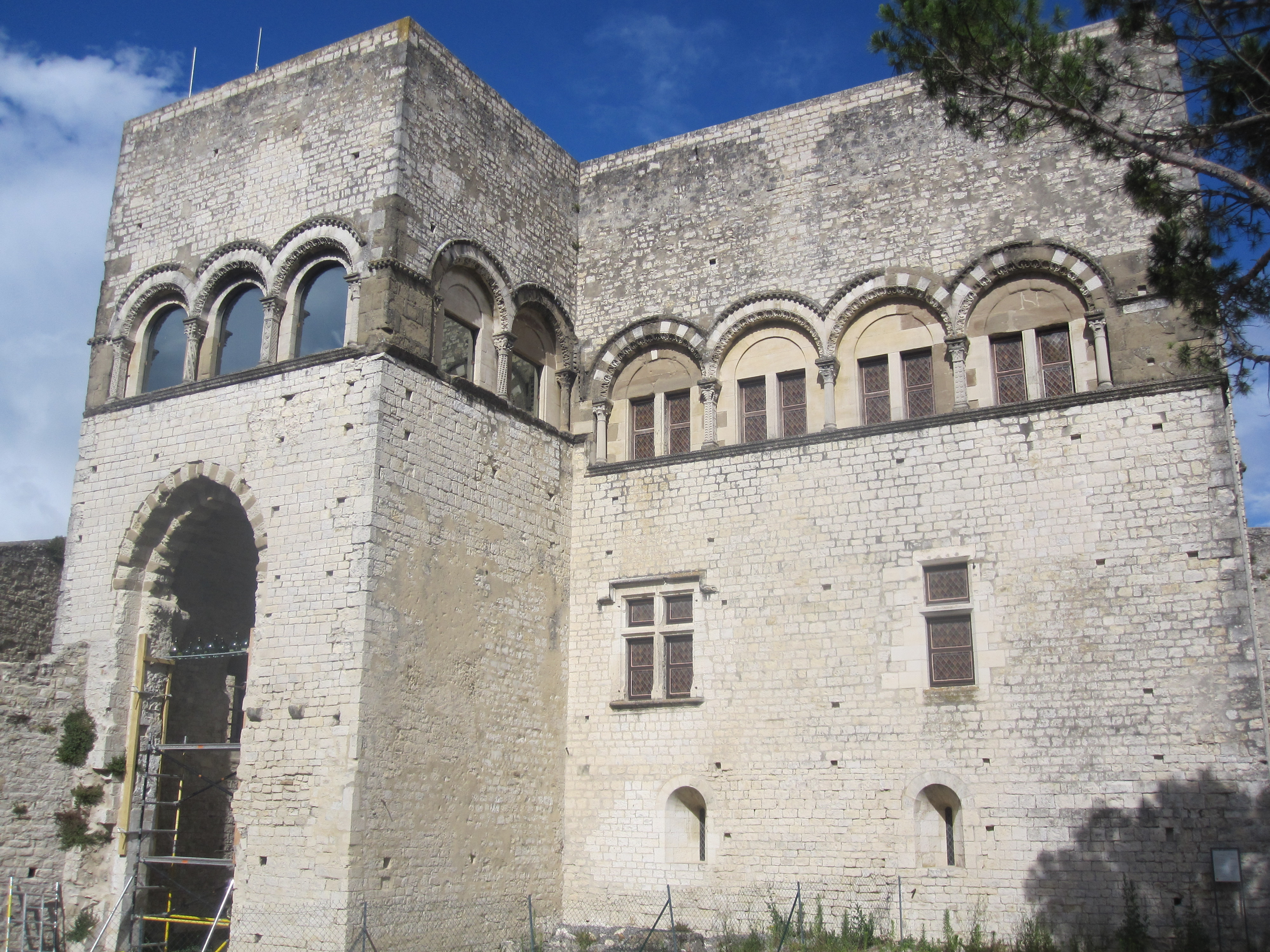
阿代马尔城堡（法语：Château des Adhémar）
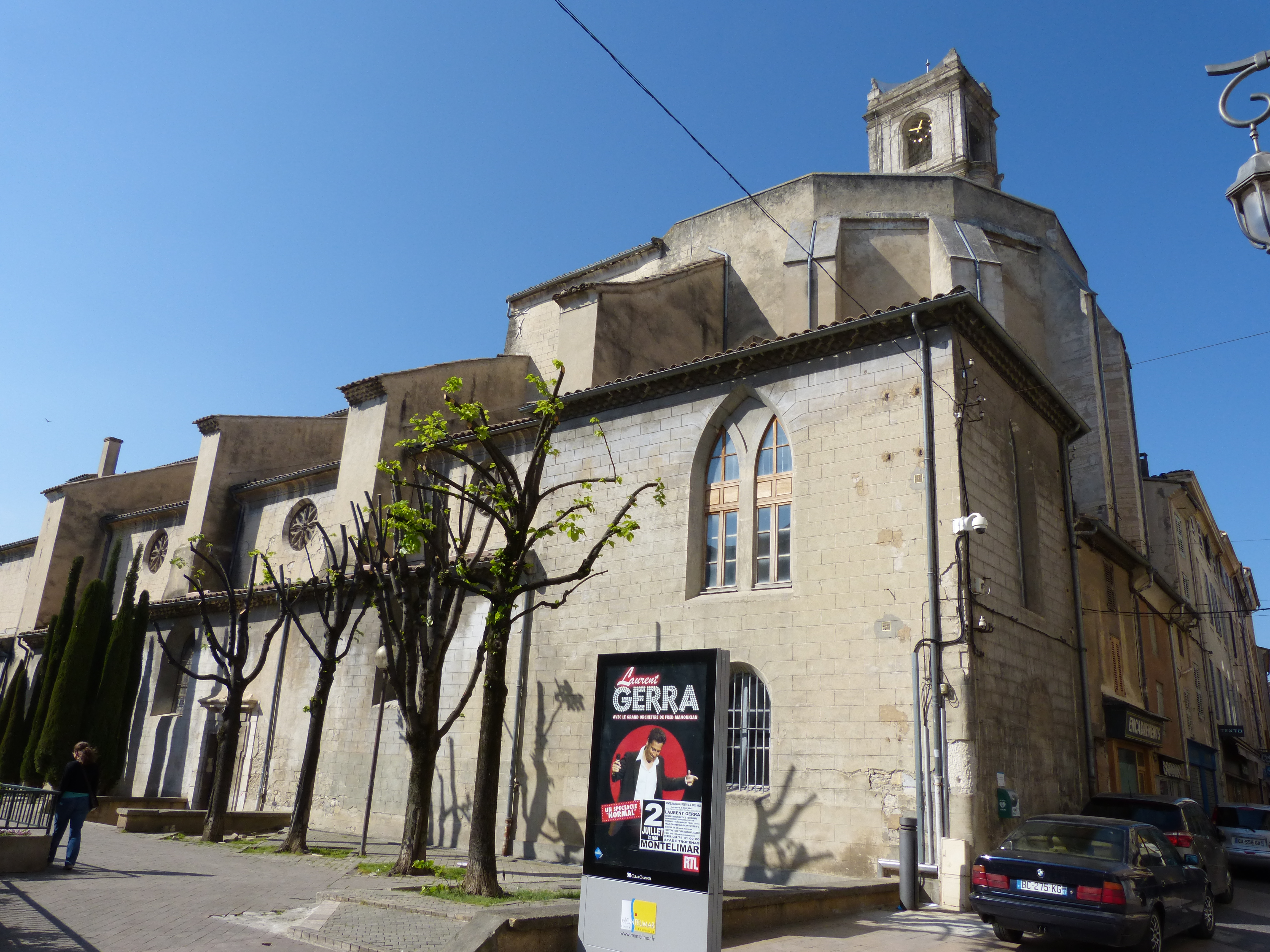
圣十字教堂（法语：Collégiale Sainte-Croix de Montélimar）
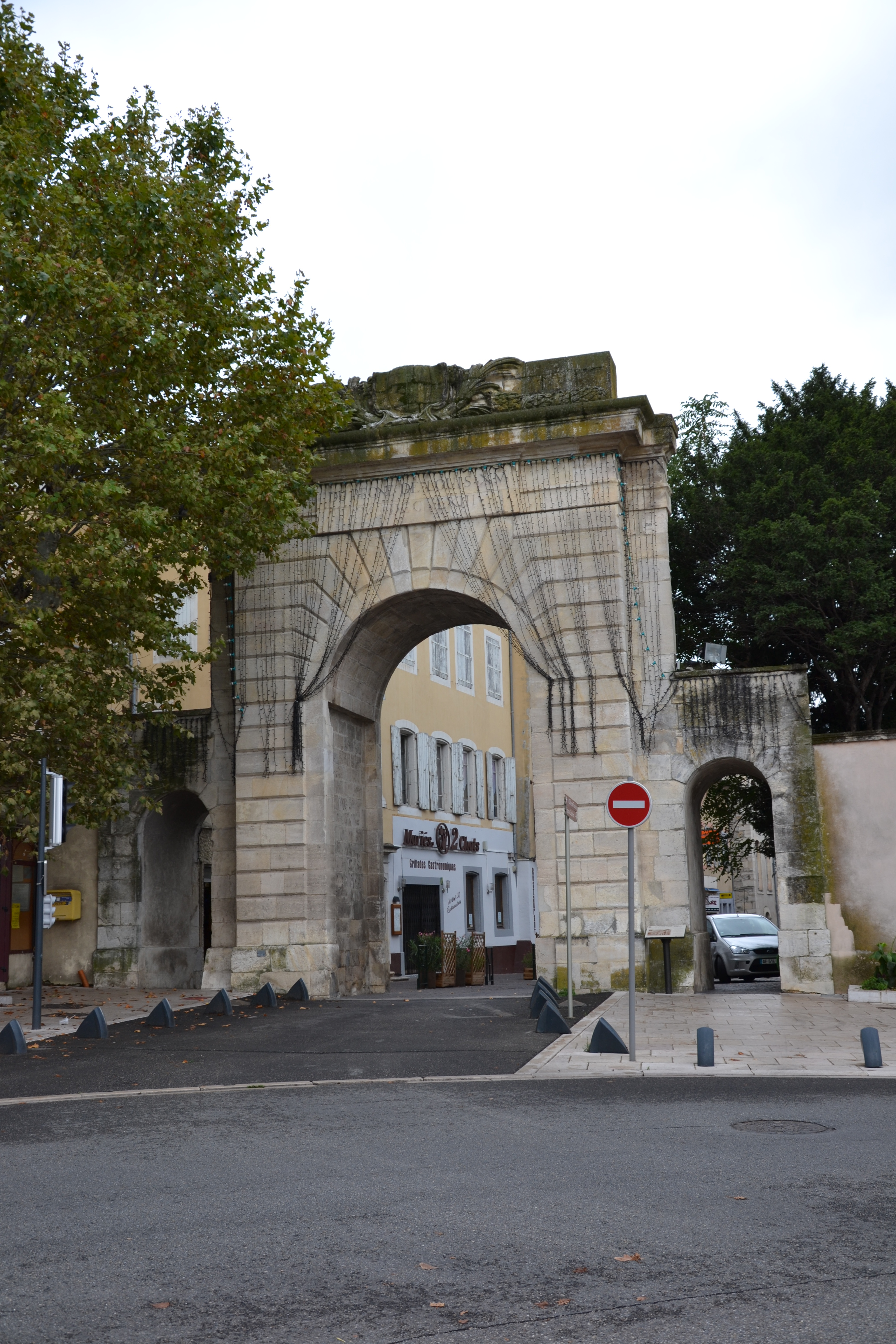
圣马丁门
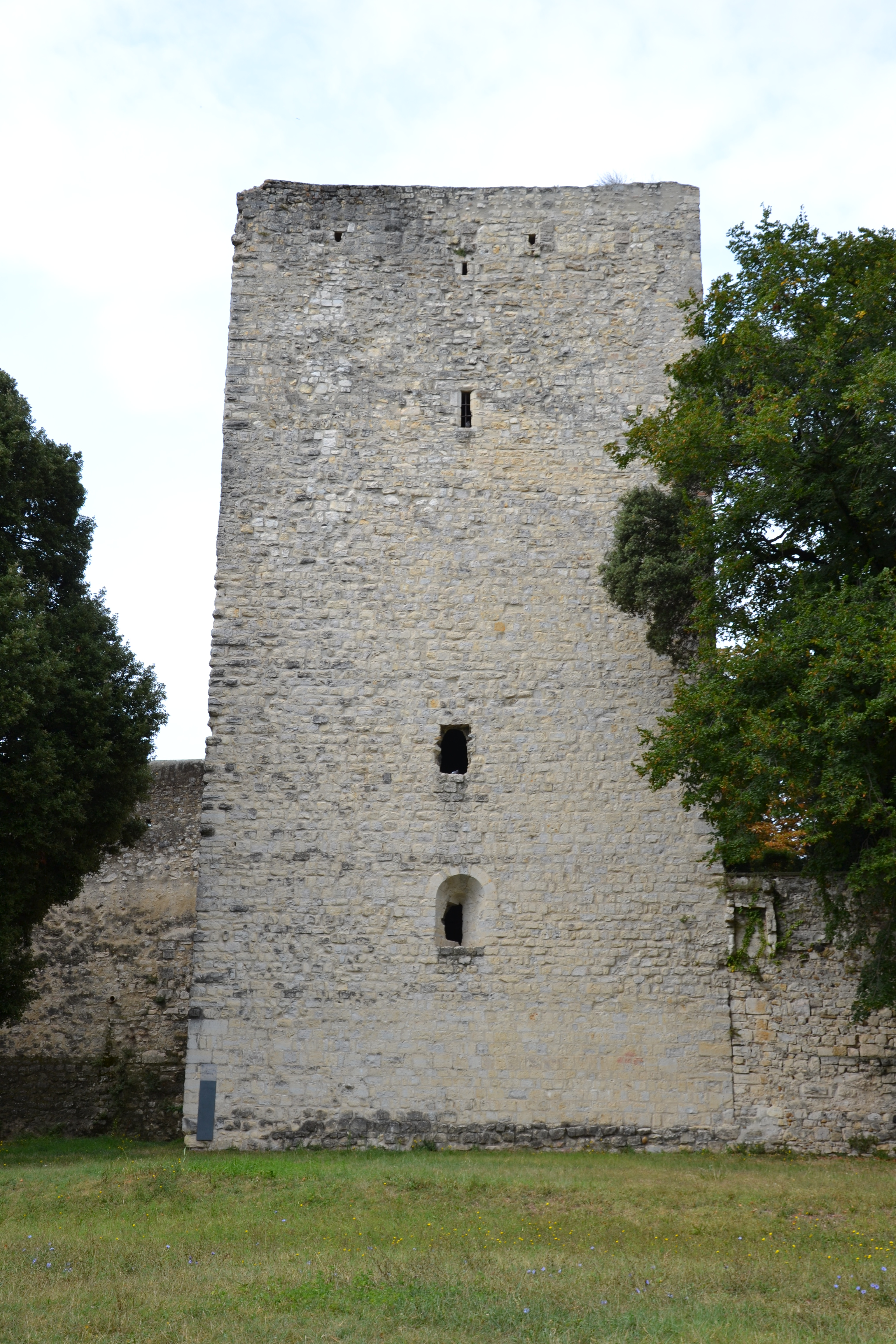
纳博讷塔
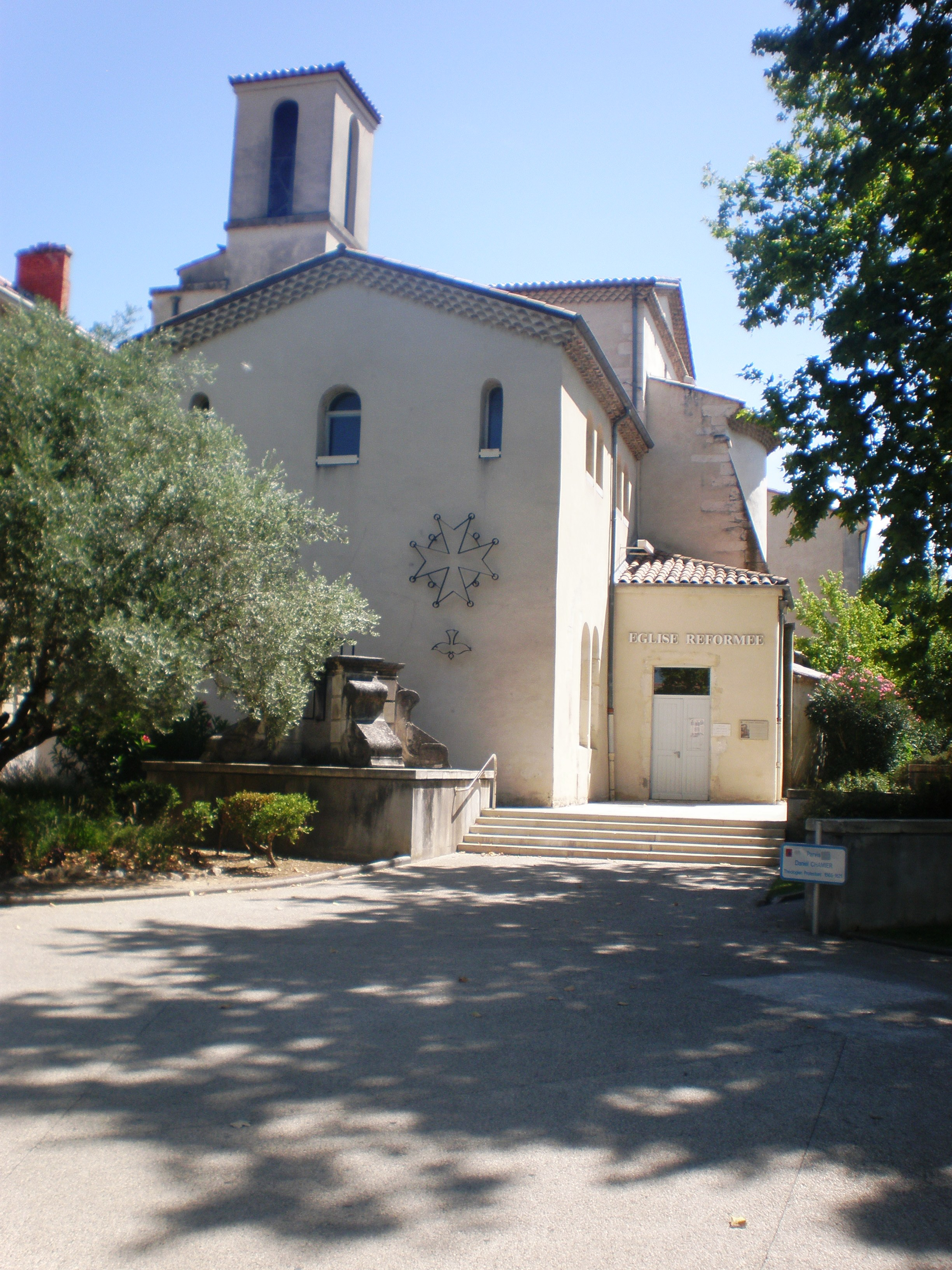
蒙特利马尔新教教堂（法语：Temple protestant de Montélimar）
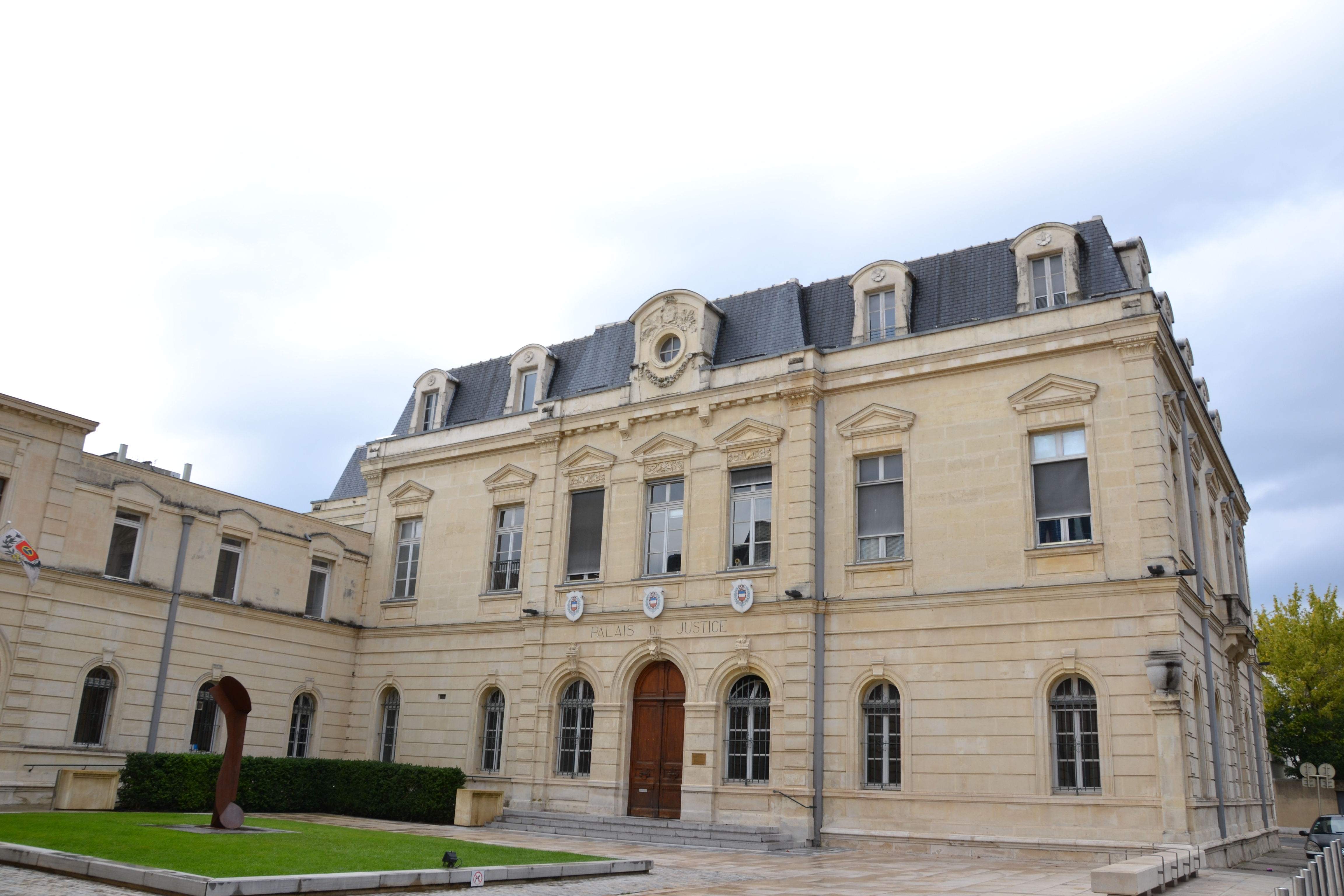
审判法院
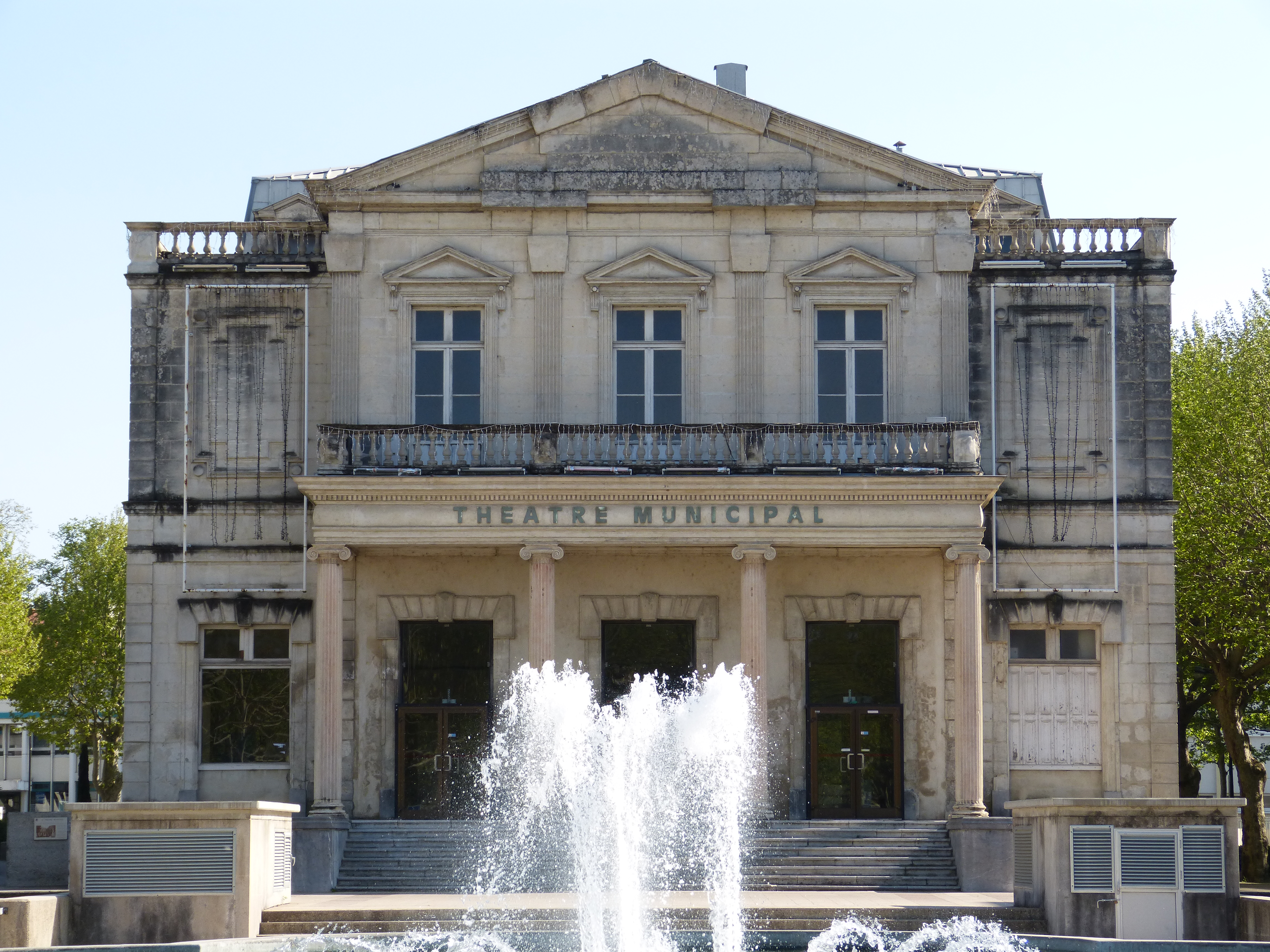
市政剧场

### 旅游

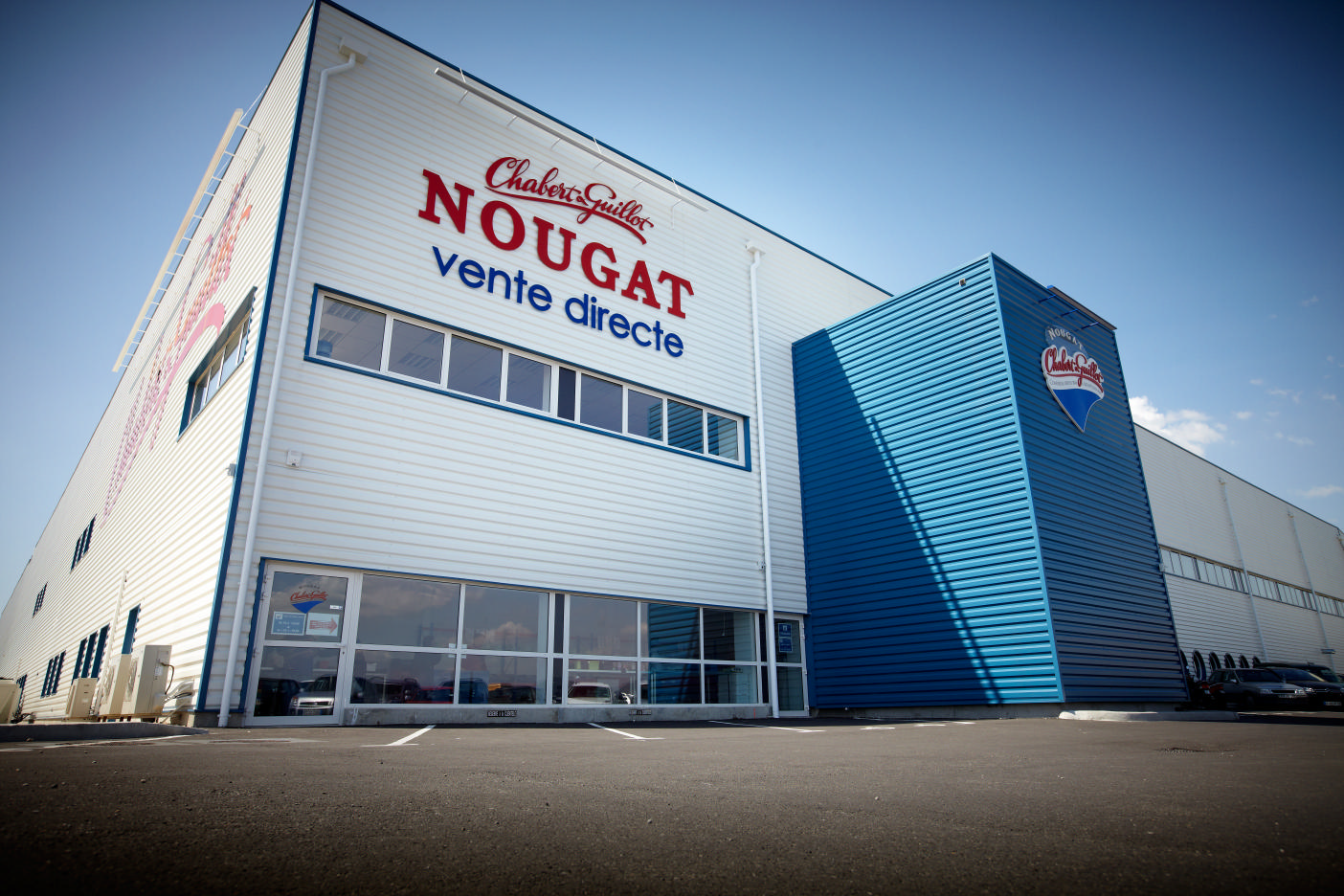
现代化的牛轧糖生产工厂

蒙特利马尔的旅游事务由其所属的公共社区负责。2020年，蒙特利马尔境内共有10家宾馆共计379间房间。

### 媒体
法国主要的媒体均可在蒙特利马尔接收，法国电视三台下属的奥弗涅-罗讷-阿尔卑斯大区频道在部分时段播出蒙特利马尔所属区域的地方新闻。

### 美食
蒙特利马尔因牛轧糖而闻名，该食品起源于18世纪，20世纪后随着这一地区旅游业的发展而得到推广，牛轧糖宫殿。

## 相关人物
出生于蒙特利马尔的主要人物包括法国地理学家路易·弗雷西内、摩托赛车手西尔万·甘托利、足球运动员揚·茹弗爾等。
逝世于蒙特利马尔的主要人物包括法兰西第八任总统埃米尔·卢贝、法国政治家马克斯·多尔穆瓦等。

## 友好城市
截至2020年9月，蒙特利马尔共与六座城市互为友好城市关系：

| - 美国 拉辛 - 德国 拉芬斯堡 | - 義大利 里沃利 - 阿伯德尔 | - 突尼西亞 纳布勒 - 西班牙 莫列特德尔巴列斯 |